# Fregatka Andrewsova
Fregatka Andrewsova (Fregata andrewsi) je velký mořský pták z čeledi fregatkovití, který žije endemicky na Vánočním ostrově v Indickém oceánu. S malou populací kolem 2400–5000 dospělých jedinců (odhad k roku 2017) se jedná o nejvzácnější fregatku.

## Systematika
Fregatka Andrewsova byla původně považována za konspecifickou (náležící k tomu samému druhu) k fregatce ascensionské (Fregata aquila), avšak v roce 1914 australský ornitolog Gregory Mathews rozpoznal, že se jedná o samostatný druh. Mathews navrhl druhu přiřadit jméno Fregata andrewsi na počest anglického ornitologa Charlese Andrewse. Nejbližším příbuzným fregatky Andrewsovy je fregatka obecná (Fregata minor).

## Výskyt a stanoviště
Fregatka Andrewsova hnízdí pouze na Vánočním ostrově, což je vulkanický ostrov v Indickém oceánu kolem 1400 km severozápadně od Austrálie. Tento ostrov politicky i geograficky patří k Austrálii (nachází se na samotném okraji Australská desky), nicméně má mnohem blíže k indonéské Jávě, která leží „pouze“ 360 km severním směrem. Ostrov má kolem rozlohu 135 km² a z cca 75 % je porostlý vegetací. Ta je pro druh životně důležitá, protože fregatky Andrewsovy hnízdí na stromech a mají problém se vzletem z výšek nižších než 3 m. Mimo období hnízdění se fregatky Andrewsovy vyskytují v mořských a pobřežích oblastech Indonésie i moří na severní Austrálie přes severní Borneo na sever ke kontinentální Malajsii, Thajskému zálivu na východ až k Filipínám. Na břehu se vyskytuje spíše výjimečně, i když např. přes Jávu přelétávají přímo.

## Popis

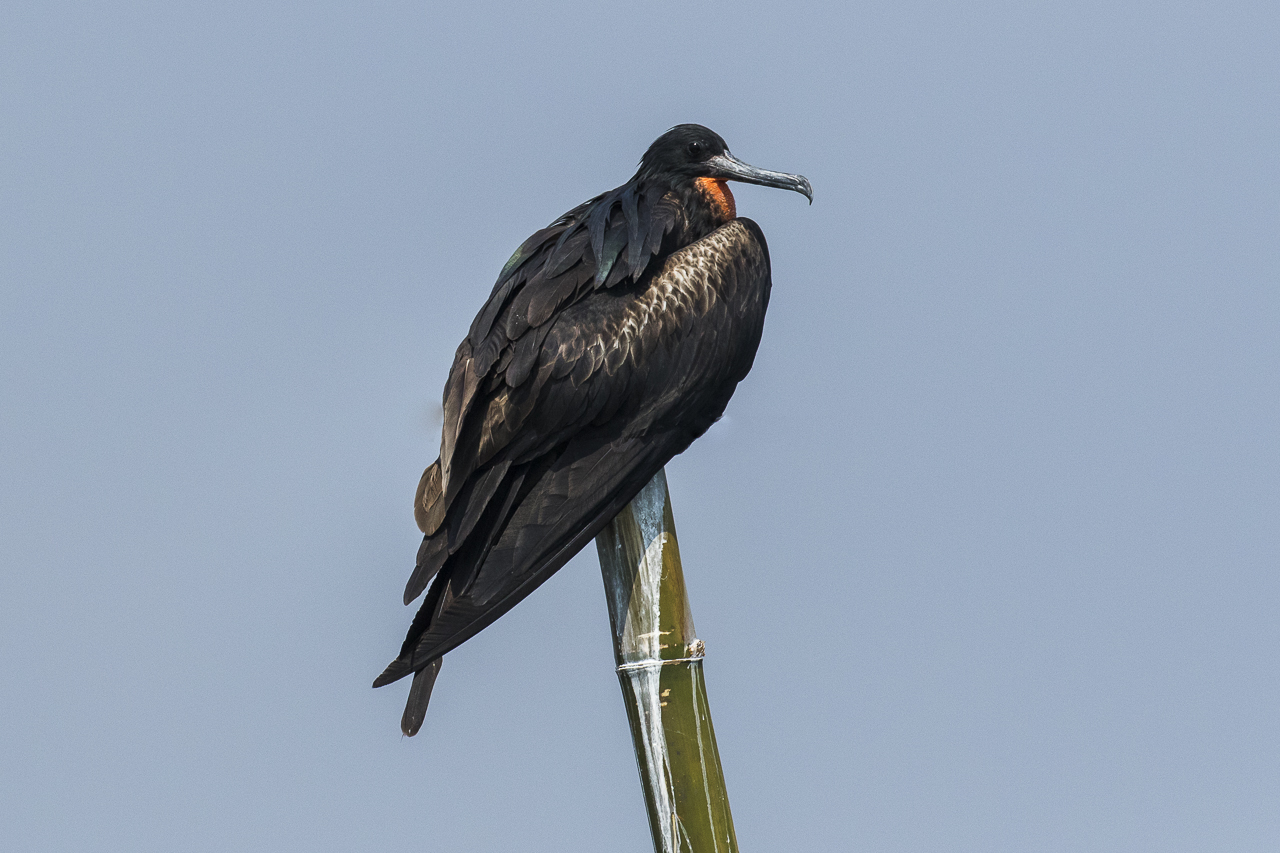
Samec fregatky Andrewsovy (Jakarta)

Fregatka Andrewsova je lehce stavěný mořský pták s dlouhými úzkými křídly a výrazně vidlicovitým ocasem. Rozpětí křídel se pohybuje mezi 205–230 cm, celková délka těla dosahuje kolem 89–100 cm, váží cirka 1,2 kg. Samice jsou o něco těžší než samci. Zbarvení peří je hnědočerné, přes svrchní stranu křídel se táhne podélný světle hnědý pruh, břicho je bílé. Samci mají na hrdle výrazný červený vzdušný vak, který nafukují, když lákají partnera. Samčí zobák je dlouhý, tmavě šedý a na konci zahnutý. Samice mají černou hlavu a hrdlo a bílý krční límec a tato bílá zasahuje až na břicho a na ramenní perutě. Zobák samic je růžový a mají červený oční kroužek. Nedospělí jedinci mají modrý zobák a světle žlutou hlavu, zbytek těla je převážně hnědý a ocas černý.
Záměna hrozí hlavně s fregatkami obecnými, které však nemají bílé břicho.

## Biologie

### Hnízdění
Reprodukční cyklus fregatek Andrewsových je jen velmi pomalý a fregatkám trvá nejméně 15 měsíců vyvedení 1 mláděte. Každé rozmnožovací období si fregatky hledají nového partnera, vytváří nové teritorium a staví si nové hnízdo. Na počátku hnízdního období nejdříve samec zabere teritorium, ze kterého někdy od konce prosince začne samicím předvádět své vzdušné vaky. K utvoření páru dojde během následujících dvou měsíců, načež dojde ke stavbě hnízda. Fregatky Andrewsovy hnízdí v koloniích na stromech, přičemž na 1 stromě se může nacházet až 30 hnízd. Samice klade jen 1 vejce. Ke kladení vajec dochází v březnu, vrcholí v dubnu.
Inkubace trvá více než 40 dní. Ptáčata se klubou v květnu a červnu, k prvním letům dochází během září a října, nicméně i poté ptáčata zůstávají závislé na rodičích a mateřských hnízdech (stromech), u kterých se zdržují až do dubna či května následujícího roku, načež spolu s rodiči odlétají na moře. Tam se o ně rodiče patrně nadále starají, nicméně o tomto životním stadiu toho není příliš známo. Mohou se dožít až 50 let.

### Potrava
Živí se zejména létajícími rybami, které loví za letu blízko vodní hladiny, ale může lovit i ryby nebo chobotnice pod hladinou. Někdy útočí na jiné ptáky, aby je donutili pustit kořist. Takové chování se nazývá kleptoparazitismus. Občas nachází jídlo i mimo mořské prostředí, mohou např. hodovat na zdechlině vyplavené na břeh nebo se zastaví v hnízdech jiných ptáků, kterým žerou vejce. Zatímco nedospělí a nehnízdící fregatky sbírají potravu dále od Vánočního ostrova, hnízdící ptáci se zaměřují hlavně na příbřežní vody tohoto ostrova.

## Ohrožení
Mezi lety 2000–2021 byla fregatka Andrewsova vedena Mezinárodním svazem ochrany přírody jako kriticky ohrožený druh (IUCN), avšak IUCN ve své zprávě o stavu populace z roku 2022 druh přehodnotil na zranitelný. Celková populace druhu je na ústupu, primárně z důvodu nechtěné mortality během komerčního rybolovu, dále následkem znečištění moří a nadměrného rybolovu. Zejména v minulosti populace druhu utrpěla i následkem odlesňování Vánočního ostrova a dosedání fosfátového prachu z místních dolů. Ptáci jsou ohroženi i místním indonéským obyvatelstvem, kteří byli pozorování při odstřelu fregatek nebo jejich otravě. Potenciálně destruktivní vliv může na fregatky mít vysoce invazivní druh mravence Anoplolepis gracilipes. Odhad populace fregatek Andrewsových se v roce 2017 pohyboval kolem 1200 párů, resp. 2400–5000 dospělých jedinců. S takto malou populací se jedná o nejvzácnějšího zástupce fregatkovitých.